# 彼特·阿隆索
彼得·摩根·阿隆索（英語：Peter Morgan Alonso，1994年12月7日—），為男子棒球員，美國職棒大聯盟的一壘手，目前效力於紐約大都會，他是菜鳥年最多全壘打紀錄保持人。

## 職業生涯

### 紐約大都會
2019年，阿隆索進入紐約大都會的開季先發名單，初登板就擊出大聯盟首安。4月1日，他在他大聯盟生涯第4場比賽敲出生涯首轟。
4月9日，阿隆索達成生涯首次單場雙響砲。他是史上首位在生涯前10場比賽就擊出11支長打的球員，而且在1900年以後沒有任何大聯盟球員能在生涯前10場比賽擊出超過9支長打。在4月，他的打擊率為2成92，9轟26分打點。直接拿下國聯單月最佳新人。而扣除阿隆索，大都會隊史上也只有4位球員能在4月擊出9支全壘打。
6月22日，阿隆索敲出單季第26轟，豎下了國聯新秀在明星賽前的單季全壘打紀錄。隔天他擊出第27轟，追平達里爾·斯塔比雷在1983年創下的大都會新秀單季全壘打紀錄。阿隆索也入選了明星賽的候補名單。
7月7日，阿隆索擊出第30轟。追平了1976年戴夫·金曼保持的隊史紀錄。7月8日，他拿下全壘打大賽冠軍。成為繼1986年的Wally Joyner和2017年的亞倫·賈吉後，第三位拿下全壘打大賽冠軍的菜鳥。
8月15日，阿隆索擊出單季39轟，追平了2017年由科迪·貝林傑締造了菜鳥單季全壘打紀錄。8月18日，阿隆索擊出單季40轟，正式成為國聯單季全壘打最多的菜鳥。8月27日，阿隆索擊出單季42轟，打破了由卡洛斯·貝爾川和Todd Hundley保持的隊史紀錄。他是繼1938年海盜隊的Johnny Rizzo後，第一位菜鳥年就打破隊史單季全壘打紀錄的球員。9月20日，阿隆索擊出單季50轟，成為全大聯盟繼紐約洋基隊右外野手亞倫·賈吉後下一位菜鳥年擊出50轟的球員。最後他拿下國聯新人王，還入選大聯盟年度第一隊。
2020年，阿隆索出賽57場比賽，打擊率為2成31，並敲出16轟與35分打點。

### 全壘打大賽
阿隆索於2021年7月12日（美國時間）所舉辦的全壘打大賽中，於第一輪中就擊出35轟、三輪共擊出74轟全壘打，打破紀錄，並成為該屆全壘打大賽冠軍。

## 外部連結
- 球員資訊和成績在MLB ，ESPN ，Retrosheet ，Baseball Reference ，Baseball Reference (Minors) ，Fangraphs ，The Baseball Cube （英文）